# Otto Götzel
Otto Götzel  (* im 19. Jahrhundert; † im 20. Jahrhundert) war ein deutscher Fußballschiedsrichter.

## Sportlicher Werdegang
Götzel gehörte zu den Pionieren des späteren Hamburger SV, mindestens in den 1890er Jahren spielte der linke Halbstürmer für den Vorgänger Hamburger FC 1888. 1897 war er dabei mit zwei Toren am ersten Erfolg gegen den damals dominierenden Regionalrivalen Altona 93 beteiligt, als dieser mit 3:2 besiegt wurde.
Später widmete sich Götzel der Schiedsrichterei, wo er überregional in Erscheinung trat. Dabei leitete er bei der Endrunde um die deutsche Meisterschaft 1908 das Endspiel zwischen dem Berliner TuFC Viktoria 89 und den Stuttgarter Kickers, das der Hauptstadtklub auf dem Germania-Platz im damaligen Berliner Vorort Tempelhof mit 3:1 gewann.